# Beauty in Darkness
Beauty in Darkness — серия видеосборников, издаваемых немецким лейблом Nuclear Blast Records и включающих в себя различного рода видеоклипы (в том числе клипы в виде концертных нарезок) метал-групп, а также групп, имеющих отношение к готической электронной и индастриал сценам. Первоначально сборники выходили в VHS формате, впоследствии перейдя на CD/DVD.